# Mattias Lindberg
Mattias Lindberg,  född 2 januari 1990, är en svensk friidrottare (släggkastning) tävlande för Skellefteå AIK. Han vann SM-guld år 2018 och 2019. Han är i dagsläget assisterande köksmästare på Gotthards krog, Umeå.

## Personliga rekord
| Utomhus - Kula – 12,93 (Skellefteå, Sverige 29 juli 2017) - Diskus – 46,37 (Skellefteå, Sverige 28 juli 2018) - Slägga – 70,50 (Kladno, Tjeckien 13 juli 2019) - Spjut – 38,34 (Umeå, Sverige 22 september 2019) | Inomhus - Kula: 13,21 (Umeå, Sverige 14 januari 2018) - Kula: 11,68 (Piteå, Sverige 14 februari 2015) - Viktkastning: 17,64 (Malmö, Sverige 27 februari 2016) |

### Fotnoter
1. ↑  ”Stora SM 2013, dag 4”. trackandfield.se. Arkiverad från originalet den 4 september 2013. https://web.archive.org/web/20130904001146/http://www.trackandfield.se/resultat/2013/130901.htm. Läst 2 september 2013.
2. ↑  ”Stora SM 2015, dag 1”. trackandfield.se. Arkiverad från originalet den 17 november 2015. https://web.archive.org/web/20151117091255/http://www.trackandfield.se/resultat/2015/150807.htm. Läst 31 oktober 2015.
3. ↑  ”Stora SM 2016”. Arkiverad från originalet den 23 augusti 2017. https://web.archive.org/web/20170823210252/http://212.247.216.72/friidrott/sm16/Resultat.php. Läst 1 november 2016.
4. ↑  ”Stora SM 2017”. Arkiverad från originalet den 2 oktober 2017. https://archive.today/20171002101026/http://www.trackandfield.se/resultat/2017/170825_27.htm. Läst 1 oktober 2017.
5. ↑  ”Stora SM 2018”. Arkiverad från originalet den 28 augusti 2018. https://web.archive.org/web/20180828053332/http://www.trackandfield.se/resultat/2018/180824.htm. Läst 5 september 2018.
6. ↑  ”Friidrotts-SM 2019 Karlstad”. Arkiverad från originalet den 2 september 2019. https://web.archive.org/web/20190902083413/http://212.247.216.72/friidrott/sm19/result_t.php. Läst 17 september 2019.
7. ↑  ”Friidrotts-SM, Borås 27-29.8.21”. friidrottsstatistik.se. https://www.friidrottsstatistik.se/resultsswe.php?CID=12994166&Season=2021. Läst 29 augusti 2021.
8. 1 2 3 4 5 6 7  ”Personsida på IAAF:s webbplats” (på engelska). iaaf.org. https://www.iaaf.org/athletes/sweden/mattias-lindberg-315270. Läst 7 oktober 2019.
9. 1 2 3  ”Personsida på European Athletics' webbplats” (på engelska). european-athletics.org. https://www.european-athletics.org/athletes/group=l/athlete=137740-lindberg-mattias/index.html. Läst 7 oktober 2019.